# Suddenly (album de Marcus Miller)
Pour les articles homonymes, voir Suddenly.
Albums de Marcus Miller
Marcus Miller
(1984)
Suddenly est le premier album solo de Marcus Miller. Il a été publié en vinyle en 1983 par Warner Bros. Records, et réédité en CD en 1999 dans la collection Warner Bros. Masters.
L'album a été enregistré en 1982 dans le studio Minot Sound à White Plains, État de New York.

## Liste des pistes
Tous les morceaux sont composés par Marcus Miller, hormis Suddenly (cocomposé par Mainor Ramsay) et Be My Love (cocomposé par Luther Vandross).
1. Lovin' You - 5:19
2. Much Too Much - 6:12
3. Suddenly - 5.25
4. Just For You - 3.53
5. The Only Reason I Live - 5:01
6. Just What I Needed - 4:51
7. Let Me Show You - 4:41
8. Be My Love - 4:25
9. Could It Be You - 3:24

## Musiciens
- Tous les instruments, chant : Marcus Miller
- Percussions : Ralph MacDonald
- Vibraphone : Mike Mainieri
- Chants : Yvonne Lewis, Luther Vandross, Tawatha Agee, Brenda White
- Saxophone alto : David Sanborn
- Batterie : Buddy Williams, Yogi Horton, Harvey Mason
- Guitare acoustique : Nicky Moroch
- Guitare basse à deux cordes : Dean Crandall, Lewis Paer
- Violons : Eriko Sato-oei, Robert Chausow, Guillermo Figueroa, Joanna Jenner, Naoko Tanaka, Ruth Waterman, Onca Nicholau, Carol Pool, Kineko Barbini, Martha Caplin Silverman
- Altos : Maureen Gallagher, Valerie Heywood
- Violoncelles : Eric Bartlett, Roberta Cooper
- Arrangeur des cordes : Michael Colina